# 42M Toldi II
Il 42M Toldi o Toldi II era un carro armato leggero ungherese. Esso diede buona prova come veicolo da ricognizione, meno nella lotta anticarro.

## Sviluppo
Il predecessore del carro armato, il 38M Toldi o Toldi I, fu sviluppato nel 1938 sulla base del corazzato svedese Stridsvagn L-60. Nell'inverno del 1939, il Ministero della Difesa ordinò 80 carri 38M Toldi, da produrre negli stabilimenti di Ganz e MÁVAG.
Completata questa prima serie di carri, la MÁVAG era ormai in grado di produrre localmente il motore tedesco Büssing NAG. Con le trasmissioni prodotte dalla Ganz, le ruote gommate realizzate dalla locale Ruggzantaarngyar e più robuste barre di torsione di produzione locale, nel 1940 fu possibile completare una seconda serie di 110 carri., denominata 42M Toldi II, con componenti ungheresi, essendo ormai impossibile, a causa della guerra, ottenere questi materiali dall'estero. Il mezzo differiva esternamente dal suo predecessore soprattutto per la radio R-5/a con antenna ad asta sul lato destro della torretta, mentre il Toldi I montava una radio R-5 con antenna circolare pieghevole.

## Toldi IIa B/40
Sia il Toldi I che il Toldi II condividevano lo stesso armamento, basato sul cannone da 20 mm 36M, derivato dal fucile anticarro Solothurn S-18/100, con una mitragliatrice da 8 mm Gebauer 34/40M. Per migliorare l'efficienza bellica del carro, gli ungheresi introdussero come armamento principale del carro il cannone antiaereo da 40 mm 36M, prodotto dalla MÁVAG su licenza Bofors. Sebbene la penetrazione del cannone da 40 mm contro i moderni carri armati sovietici (T-34, KV-1) non fosse sufficiente, era comunque un'arma migliore del fucile pesante da 20 mm. Ottanta Toldi II vennero riequipaggiati con il pezzo da 40 mm, assumendo la denominazione Told IIa o B/40. Di conseguenza i precedenti Toldi I e II ancora armati con il cannone da 20 mm ricevettero nel 1944 la denominazione addizionale A/20 e B/20 rispettivamente.

## Toldi III C/40
L'ultima serie modificata di carri armati Toldi fu ordinata dal Ministero della Difesa nel 1940. Sulla base dell'esperienza acquisita con la variante IIa, l'esercito richiese una serie di modifiche. Gli ingegneri modificarono la torretta per riposizionare il cannone da 40 mm, allungando e allargando la parte posteriore. La corazzatura frontale venne portata a 35 mm. Tuttavia, a causa della crescente carenza di materie prime e dei bombardamenti alleati, dei 280 Toldi III o C/40 solo 12 vennero prodotti.